# 奥山寺
奥山寺（おくさんじ）は、兵庫県加西市にある高野山真言宗の寺院。山号は青嶺山、本尊は千手観世音菩薩である。

## 歴史
開基は法道であり、白雉2年（651年）、孝徳天皇の勅願で創建したとされている。しかし、大宝3年（703年）に火災に遭い、伽藍は焼失した。その後、養老2年（718年）、行基が当地を訪れ、寺の荒廃を嘆き再興したという。
慶長6年（1601年）に火災があり伽藍が焼失したが、慶長12年（1607年）に再建された。貞享4年（1687年）に修理が行われたが、現在の本堂はこのとき建て替えられたものである。

## 境内
山間に位置していて、一番外側に仁王門がある。境内は急で長い石段が続き、数段に分けて整地されている。最も下に地蔵院、不動院という子院があり（不動院は廃絶している）、石段を上ったところに本堂、さらに石段を上ると多宝塔がある。

## 伽藍
- 本堂 －貞享4年（1687年）の建立。
- 多宝塔 （兵庫県指定文化財）－宝永6年（1709年）の建立。
- 仁王門 （加西市指定文化財）－18世紀中期頃。

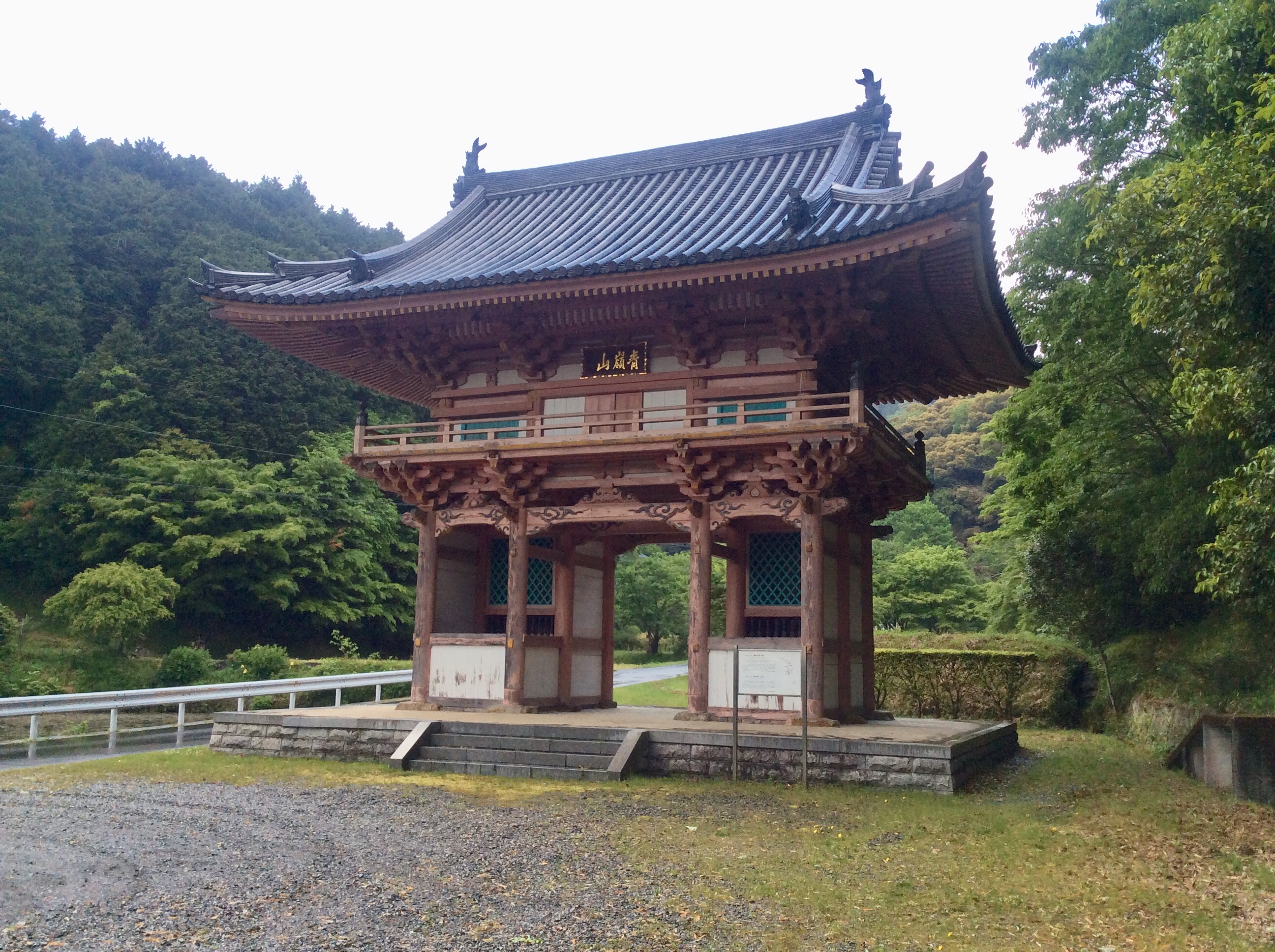
仁王門
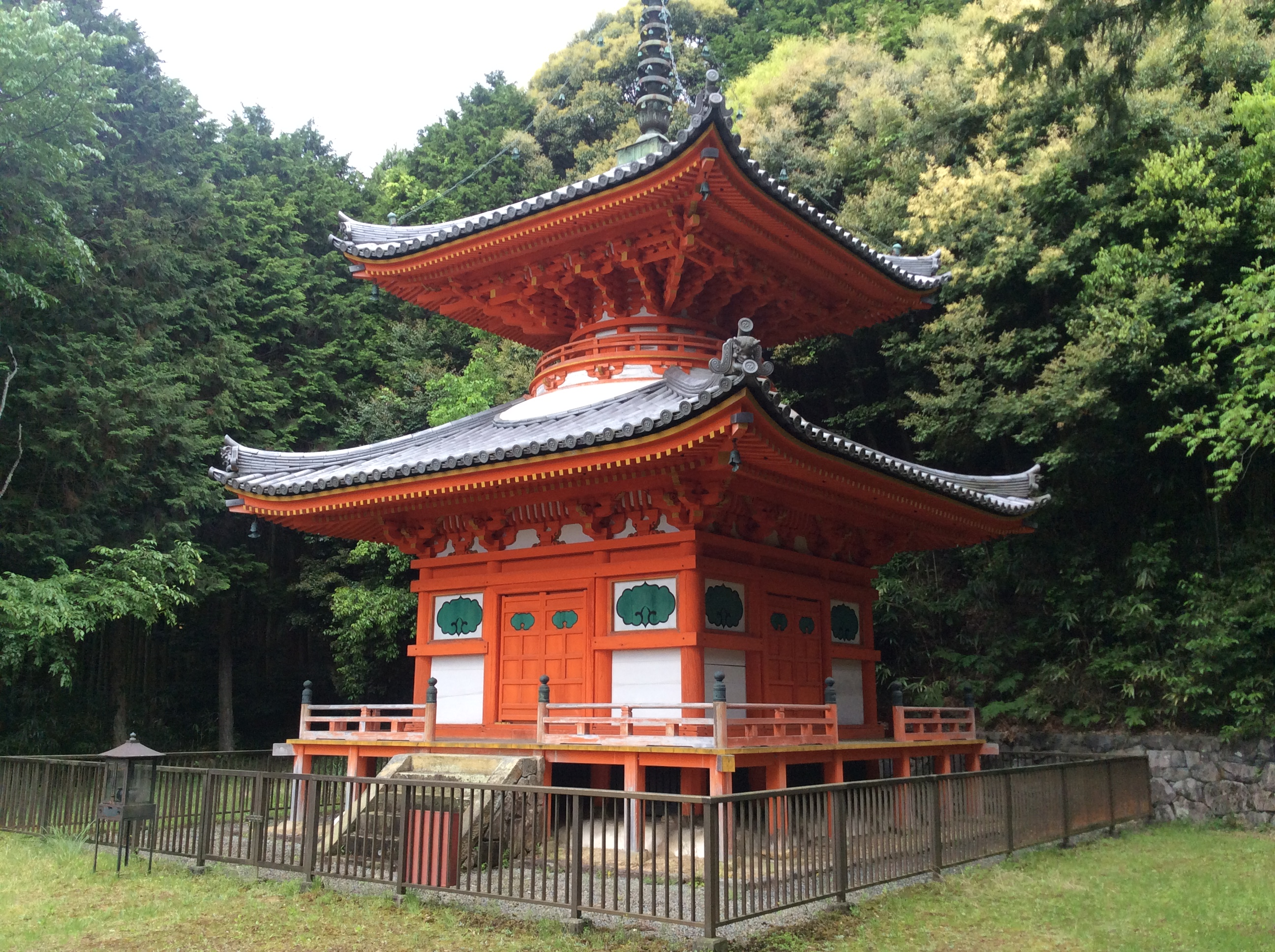
多宝塔
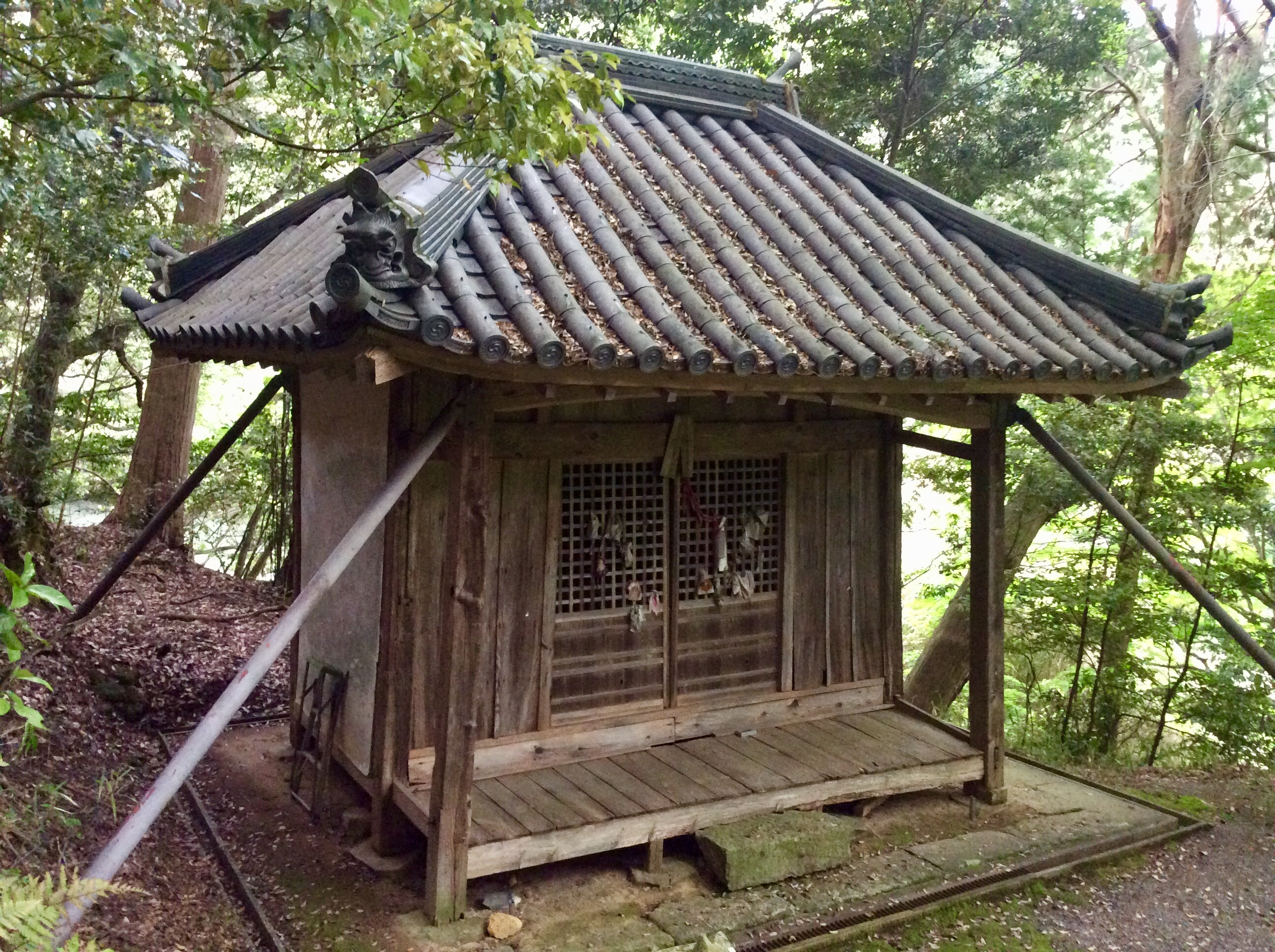
地蔵院

座標: 北緯34度57分24.6秒 東経134度55分0.1秒 / 北緯34.956833度 東経134.916694度